# Don't Turn Around
"Don't Turn Around" är en sång skriven av Diane Warren och Albert Hammond. Den spelades ursprungligen in av Tina Turner som B-sida till singeln "Typical Male" 1986. Warren sägs ha blivit besviken då Tina Turners skivbolag endast lät låten vara B-sida, och inte ens tog med den på något av hennes album. 1994 utkom den dock på samlingsalbumet The Collected Recordings – Sixties to Nineties.
Låten har spelats in av flera olika artister. Kim Goody släppte sin version på singel 1987. Fastän den hördes i flera avsnitt av lördagsmorgonprogrammet No. 73, missade låten att ta sig in bland de 100 främsta på den brittiska listan. Bonnie Tyler spelade 1988 in sin version på albumet Hide Your Heart, som soulsångaren Luther Ingram gick en #55-R&Bhit med i USA. Aswad spelade också in låten, och tog den till placeringen #1 på den brittiska singellistan i mars 1988. Denna version nådde placeringen #45 på Hot R&B/Hip-Hop Songs-listan det året.
Loretta Chandler sjöng den i avsnittet "Mr. Wacky's World" i TV-serien Fame (Ep. 6.8, 1986).
1990 spelade rockbandet Eyes, med Jeff Scott Soto som sångaren, in låten på sitt självbetitlade album. Den utgavs på skivbolaget Curb Records.
1992 spelade Neil Diamond in låten, och den hamnade bland de 20 främsta på Adult Contemporary-listan.
1992 spelade svenska sångerskan Tone Norum in den på sitt album "Don't Turn Around".
1994 spelade svenska popgruppen Ace of Base in en mollskala av låten, och tog den till placeringen #4 på Billboard Hot 100 och #5 i Storbritannien. Ace of Base spelade in en musikvideo, som regisserades av Matt Broadley.
1999 spelade danspopgruppen El Simbolo in låten på spanska på albumet "No Pares".
2010 spelade Albert Hammond, som själv var med och skrev låten, in den på albumet "Legend."

## Låtlistor
- Storbritannien, CD-singel:

1. "Don't Turn Around" (The 7" Aswad Mix)
2. "Don't Turn Around" (Stretch Version)
3. "Young and Proud"

- Tyskland, 4-spårig CD:

1. "Don't Turn Around" (Radio Groove Mix)
2. "Don't Turn Around" (The Aswad Mix)
3. "Don't Turn Around" (Groove Mix Extended)
4. "Happy Nation" (Moody Gold Mix)

- Europa, 2-CD Set:

CD 1:
1. "Don't Turn Around"
2. "Don't Turn Around" (Stretch Version)
3. "Young and Proud"

CD 2:
1. "Don't Turn Around" (The 7" Aswad Mix)
2. "Don't Turn Around" (Turned Out Eurodub)
3. "Don't Turn Around" (Groove Mix Extended)
4. "Happy Nation" (Moody Gold Mix)

## Medverkande
- Sång av Linn Berggren, Jenny Berggren och Ulf Ekberg
- Bakgrundssång av Linn Berggren och Jenny Berggren
- Skriven av Albert Hammond och Diane Warren
- Producerad av Tommy Ekman och Per Adebratt
- Inspelad och producerad i Tuff Studios, Göteborg
- Mixad i Park Studios, Stockholm

## Listplaceringar (Ace of Base version)
| Lista                                    | Topplacering |
| ---------------------------------------- | ------------ |
| Australiska ARIA-singellistan            | 19           |
| Österrikiska singellistan                | 8            |
| Kanadensiska singellistan                | 1            |
| Nederländska singellistan                | 7            |
| Franska singellistan                     | 17           |
| Tyska singellistan                       | 6            |
| Irländska singellistan                   | 8            |
| Nyzeeländska RIANZ-singellistan          | 8            |
| Schweiziska singellistan                 | 14           |
| Svenska singellistan                     | 2            |
| Brittiska spellistan                     | 4            |
| UK Singles Chart                         | 5            |
| Amerikanska Billboard Hot 100            | 4            |
| Amerikanska Billboard Top 40 Mainstream  | 1            |
| Amerikanska Billboard Rhythmic Top 40    | 6            |
| Amerikanska Billboard Adult Contemporary | 7            |

| Årslista (1994)               | Placering |
| ----------------------------- | --------- |
| Kanadensiska danslistan (RPM) | 28        |
| Amerikanska Billboard Hot 100 | 10        |

## Sålda exemplar
- Storbritannien: 180 000
- USA: 50  000 (Guld)

### Fotnoter
1. 1 2 3 4  Allmusic. Ace of Base | Billboard Singles.
2. ↑  Canada Top 50 Dance Tracks of 1994
3. ↑  ”1994: Year-End USA Charts (Singles)”. Billboard.com. http://top40-charts.com/features/YearEnd/yearend1994.php. Läst 12 juni 2009. (archived by Top40-Charts.com)